# ФК Коложвар
Фудбалски клуб Коложвар (мађ. Kolozsvári Atlétikai Club), мађ. Kolozsvári Vasas, рум. Ferar Cluj) је био мађарски и румунски фудбалски клуб пошто је играо у првенству обе државе. Седиште клуба је у Коложвару, Мађарска, данас Румунија. Боје клуба су бела и црвена. ФК Коложвар је основан 1907. године као секција Коложварског атлетског клуба (Kolozsvári Atlétikai Club) који је основан 1880. године.

## Историјат клуба
Клуб је основан 1907. године а угашен 1948. године.  ФК Коложвар је први пут ушао у Мађарски другу лигу у сезони 1907/08. Клуб се такмичио у источној групи друге лиге У три наврата 1907/08, 1908/09 and 1911/12 је завршаваo на другом месту првенства док најзад није у сезони 1913/14. постао шампион. На несрећу сезона је прекинута због Првог светског рата.  
После рата град Коложвар је постао део Румуније и од тада се клуб такмичи у румунским лигама. Коложвар је игра у регионалним такмичењима румунске лиге све до 1934. године када је прешао у Другу румунску лигу, где је провео наредне две сезоне. 
Током Другог светског рата клуб је играо у Мађарској фудбалско првој лиги и завршио као трећи у сезони 1943/44... Pосле рата клуб је наставио такмичење у румунској лиги и 1948. године спајањем са ФК ЧФР Клуж је угашен.

## Историјат имена
- 1907  ФК Коложвар АЦ Kolozsvári Atlétikai Club (Kolozsvári AC)
- 1919 Атлетски клуб Клуж  Clubul Atletic Cluj (CA Cluj)
- 1940 ФК Коложвар АЦ  Kolozsvári Atlétikai Club (Kolozsvári AC)
- 1945 Ферар КМСЕ Ferar KMSE (мађ. Kolozsvári Vasas)
- 1948' клуб се расформирао и постао део ФК ЧФР Клуж CFR 1907 Cluj−CFR Cluj]]

## Достигнућа
- Прва лига Румуније у фудбалу:
  - 6. место (1) :1946/47.
- Прва лига Мађарске у фудбалу:
  - 3. место (1) :1943/44.
  - 10. место (1) :1942/43.
  - 13. место (1) :1941/42.
- Друга лига Мађарске у фудбалу:
  - шампион (1) :1941/42.
  - шампион (1) :1913/14.
  - други (1) :1907/08.
  - други (1) :1908/09.
  - други (1) :1911/12.
- Куп Мађарске у фудбалу:
  - финалиста (1) :1943/44.[7][8]
- Лига Ердеља у фудбалу:
  - шампион (1) :Лига Ердеља у фудбалу 1940/41.
  - шампион (1) :Лига Ердеља у фудбалу 1913/14.